# Azzo VI d'Este
Azzo VI d'Este (1170 - Verona, 18 de novembre de 1212), conegut com a Azzolino, va ser Marquès d'Este (marchio Eystensis), títol concedit el 1196 pel papa Celestí III, si bé els seus hereus foren designats tan sols podestà de la ciutat. La designació d'aquest títol fou realitzada per part del papa, ja que la ciutat de Ferrara formava part en aquells moments dels Estats Pontificis i, per tant, era considerada com un feu papal.
Azzo va estar implicat fortament en les lluites entre Güelfs i gibel·lins de la Llombardia de la primera dècada del segle xiii, servint com a 'podestà' de Ferrara (1196, 1205, i 1208), Pàdua (1199), Verona (1206-1207), i Mantua (1207-1208 i 1210-1211).
El 20 de gener de 1210 fou nomenat Marqués d'Ancona i Comte de Loreto per l'emperador Otó IV. El 10 de maig de 1212 va ser reafirmat pel Papa Innocenci III.
Va ser cap dels güelfs condottiero, i va lluitar en una guerra prolongada amb els Salinguerra Torelli. El 1205 va conquerir i arrasar el castell de Frotta, residència dels Salinguerra. El seu adversari va respondre aliant-se amb Ezzelino II da Romano i va fer fora Azzo, però l'any següent (1206) va reconquerir Frotta i el va mantenir sota el seu poder fins al 1209.
La cort d'Azzo va ser un centre cultural a Itàlia del nord, portant poetes i artistes d'arreu. Va fer d'amfitrió i patró als trobadors Aimeric de Peguilhan, Peire Raimon de Tolosa, i Rambertino Buvalelli. Rambertino festejava la filla d'Azzo (Beatrice) en totes les seves cançons d'amor, un acte obertament polític en el clima dels temps. El mateix caràcter d'Azzo és referit en un vers contemporani de la seva filla:
era bonic, gairebé més que tots els altres homes. Un home prudent tot i ardir, valerós en proeses d'armes i perspicaç de saber: un conversador assenyat i meravellós.
La primera muller d'Azzo, una filla del comte Aldobrandino, va morir el 1192, i ell es va tornar a casar amb una filla d'Humbert III de Savoia, anomenada o Sophia o Eleanor (segons l'epitafi de la seva filla Beatrice). Va morir el 3 de desembre de 1202. El 22 de febrer de 1204 Azzo es va tornar a casar per tercera vegada amb Alice, filla de Reynald de Châtillon, Príncep d'Antioquia.
De la seva primera dona, Azzo tenia un fill, Aldobrandino, que va succeir el seu pare el 1212. De la seva segona dona, la seva única filla, l'esmentada Beatrice. Per la seva tercera dona va deixar un fill Azzo VII, que finalment va succeir el seu germà més gran i es va convertir en cap de la família.